# Jean Bernoulli (astronom)
Jean (Johann) Bernoulli, född 4 november 1744 i Basel, död 13 juli 1807 i Berlin, var en schweizisk matematiker och astronom. Han var son till Johann II Bernoulli och sonson till Johann Bernoulli bägge också matematiker.
Bernoulli kallades 1763 av Fredrik II av Preussen till Berlin som astronom vid akademien där och 1767 uppdrogs åt honom förvaltandet av det nya observatoriet. Han blev sedermera direktor för Berlin-akademiens matematiska klass och var även ledamot bland annat av Vetenskapsakademien i Stockholm (1774).